# Nadziak

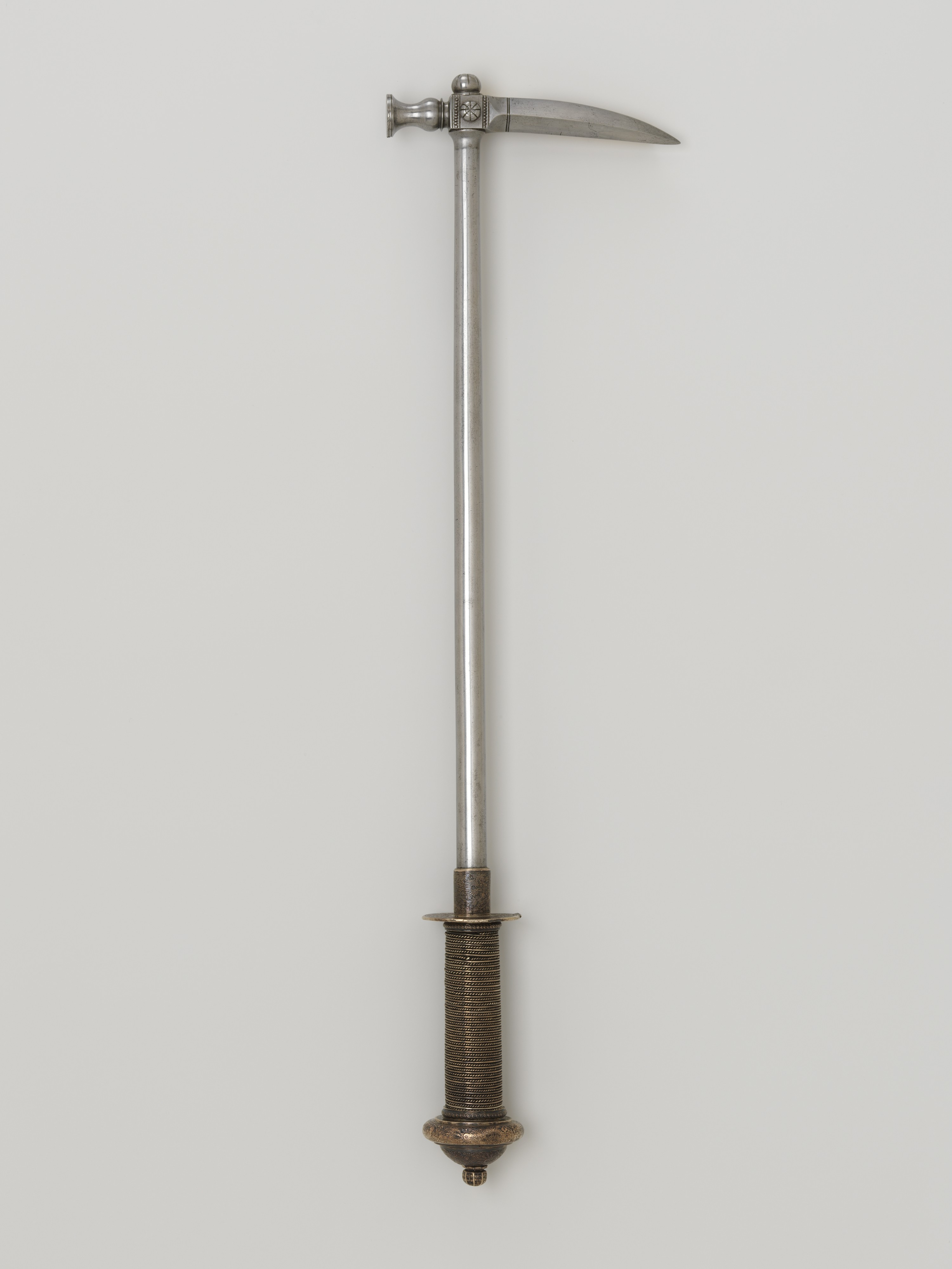
Nadziak

Nadziak (zwany także popularnie "obuszkiem") – broń obuchowo-kolna przypominająca z wyglądu młotek o drewnianym lub stalowym stylisku i stalowej głowicy z jednej strony tępej (prostokątnej, kwadratowej lub w formie głowicy buzdygana) lub siekierki, a z drugiej zaopatrzonej w ostry, często zakrzywiony kolec nazywany dziobem. Broń ta służyła do rozbijania lub przebijania, w zależności, którą stroną głowicy uderzano, zbroi i hełmu przeciwnika. Nadziaki używane były od XV do XVII wieku. Wchodziły m.in. w skład wyposażenia husarii, choć nie były zbyt popularną bronią tej formacji. Funkcjonowały także jako oznaka poruczników jazdy narodowego autoramentu.

## Użycie
Nadziaki były popularne wśród polskiej szlachty, która stosowała je, oraz czekany,  jako laski. Jednak częste użycie tej broni do krwawego rozstrzygania sporów, szczególnie podczas sejmików, spowodowało wydanie przez sejm zakazów stosowania nadziaków przez cywilów. Aby ominąć zakaz, zaczęto posługiwać się nadziakami z zawiniętym kolcem, a przez to mniej groźnymi. Oprócz zastosowania bojowego nadziaki miały również funkcje praktyczne i służyły za narzędzie przydatne do rąbania gałęzi na ognisko i do różnych potrzeb w podróży. Zygmunt Gloger w "Encyklopedii staropolskiej" wywodził nadziak i czekan od popularnej w średniowieczu siekiery bojowej, a jego relikt upatrywał w góralskiej ciupadze.

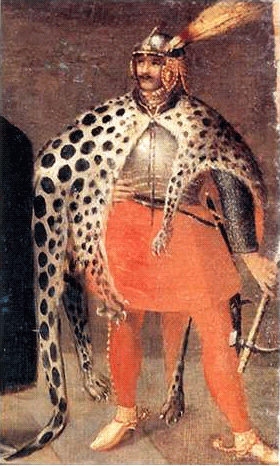
Husarz z nadziakiem na wzorniku polskich strojów z XVII wieku
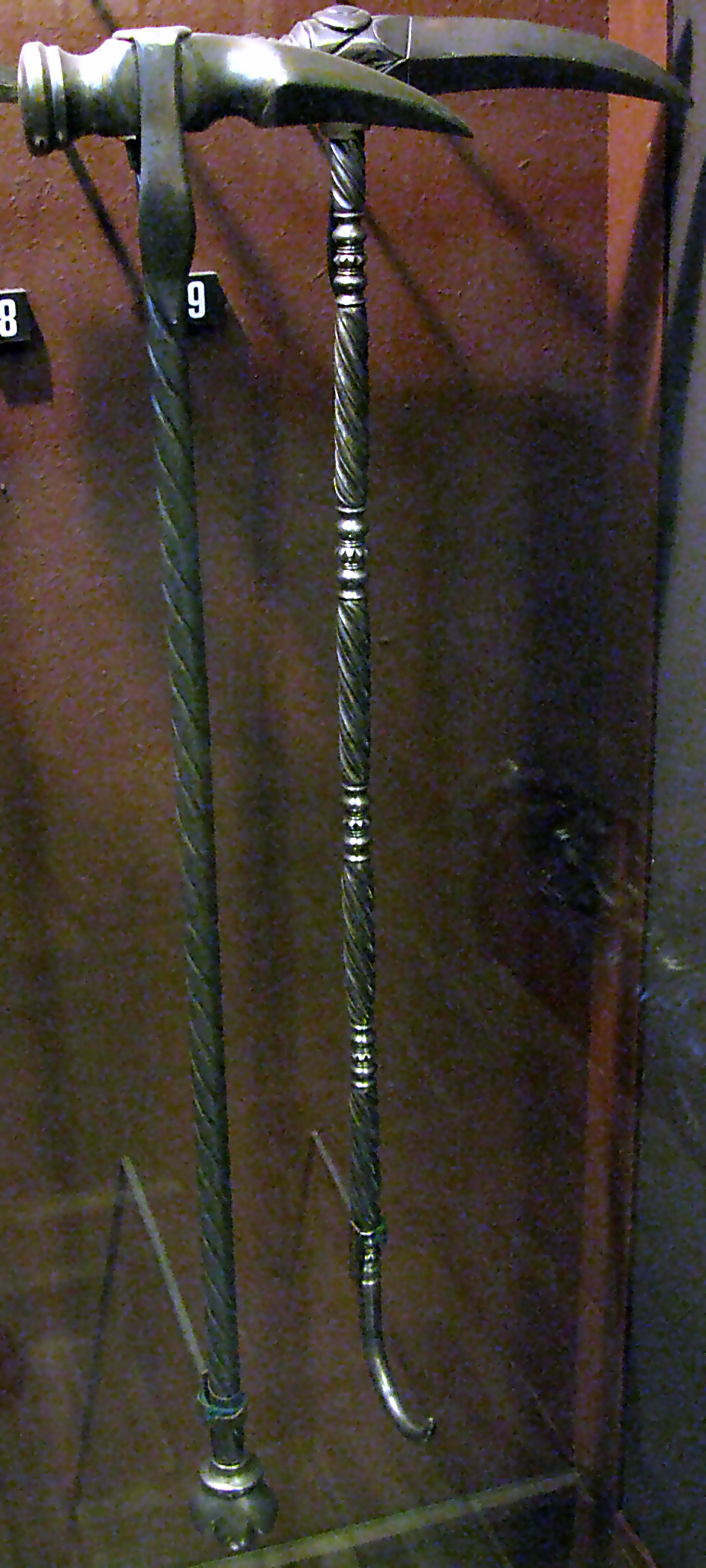
Polskie nadziaki (XVII w.)
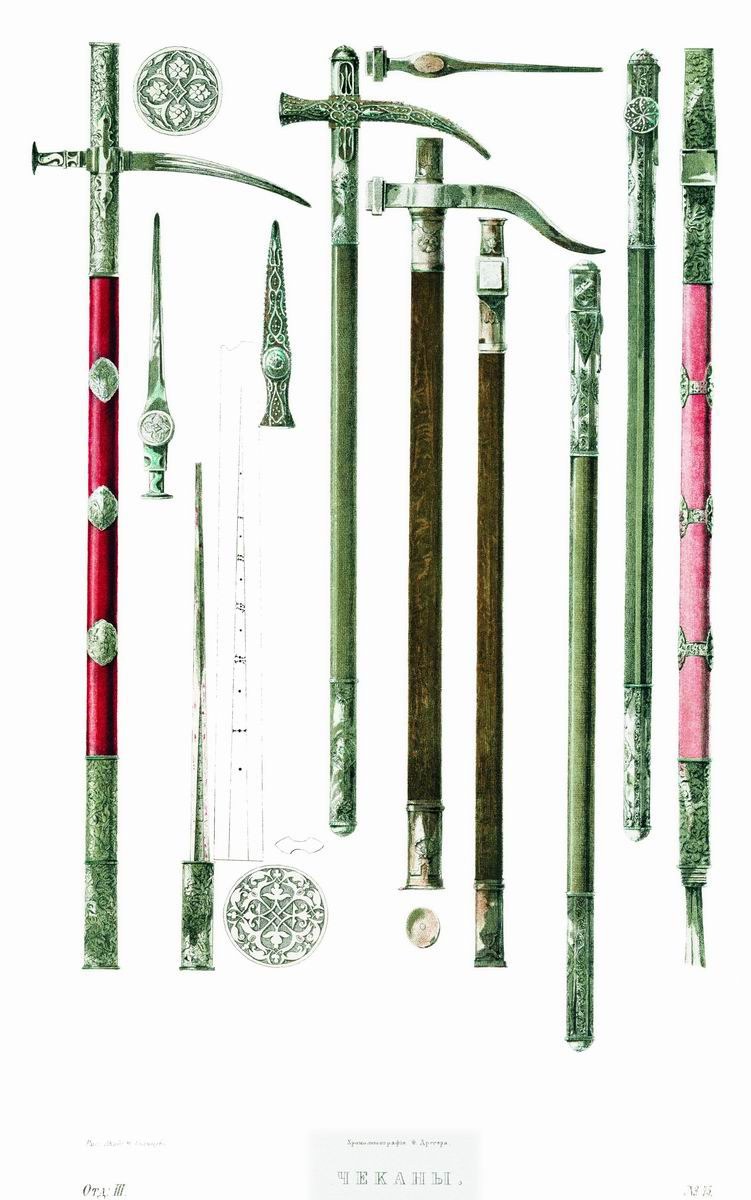
Rosyjskie nadziaki (1687)
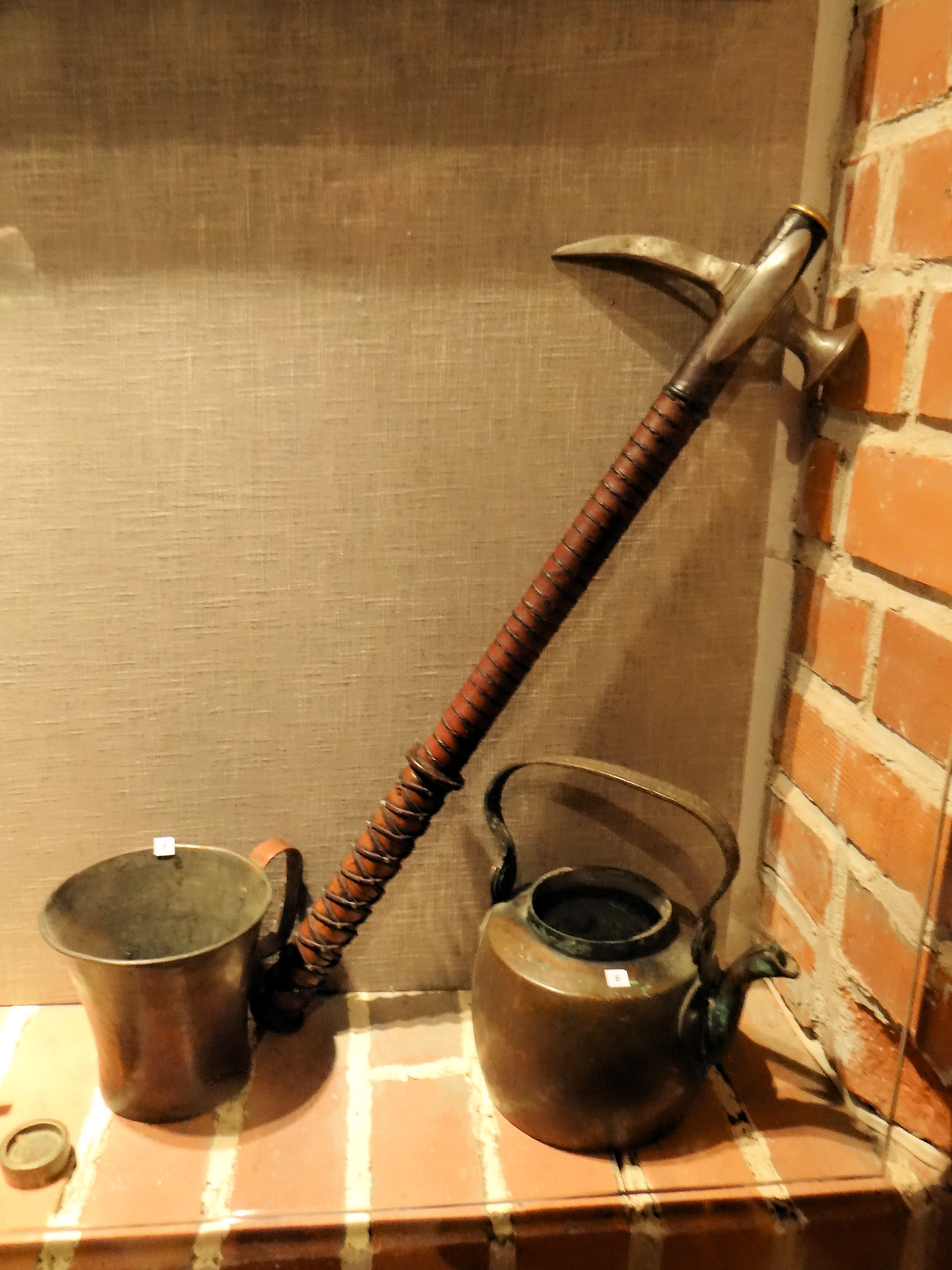
Nadziak na zamku w Tykocinie
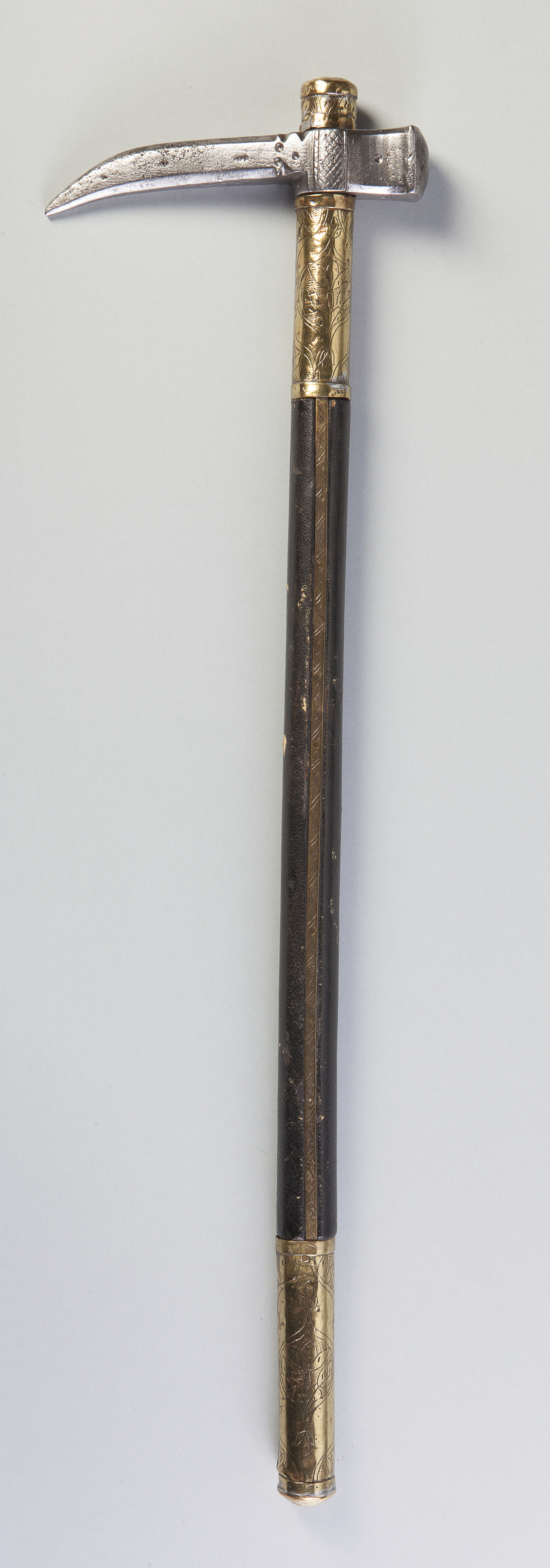
Osmański nadziak z XVIII wieku, kolekcja Muzeum Narodowego w Krakowie
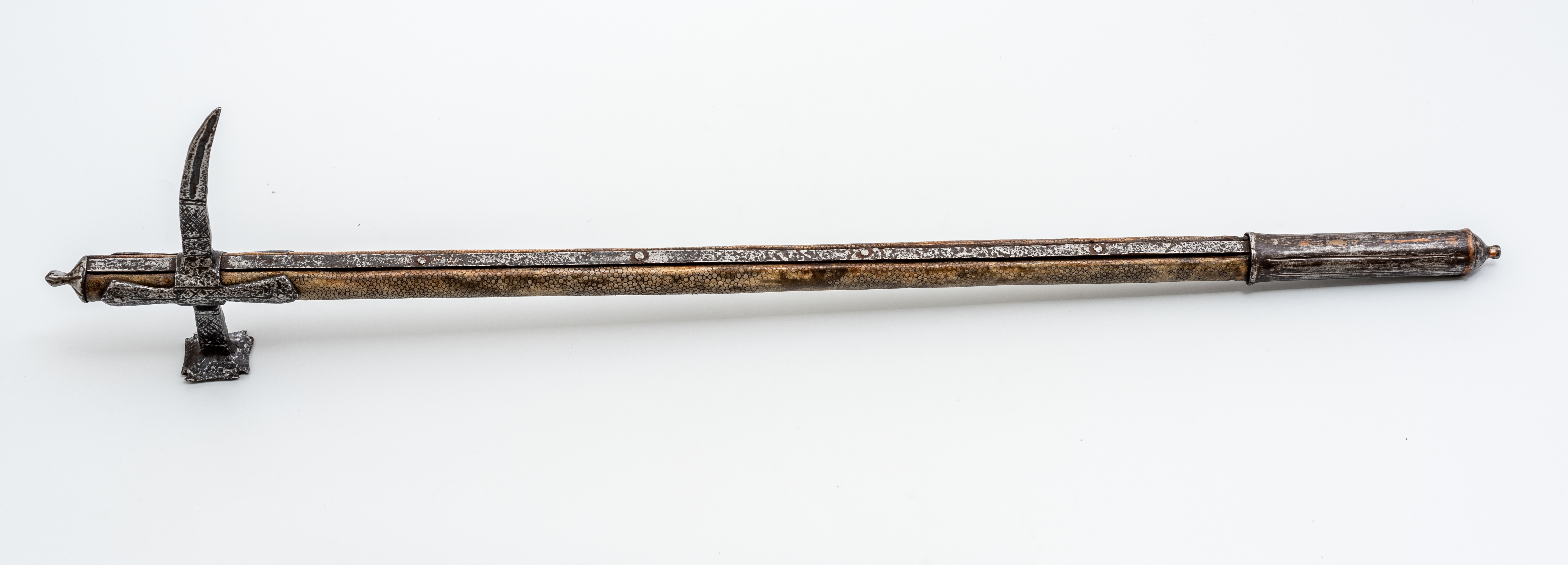
Nadziak polsko-węgierski, XVII wiek, Muzeum Ziem Wschodnich Dawnej Rzeczypospolitej